# مايكروسوفت لوميا 640
مايكروسوفت لوميا 640 (بالإنجليزية:Microsoft Lumia 640) هو هاتف ذكي أعلنه من قبل قطاع مايكروسوفت للهواتف الذكية في 2 من مارس 2015 ضمن فعاليات «المؤتمر العالمي للجوال» في برشلونة مع أخيه الأكبر والذي تبلغ حجم شاشته 5.7 بوصة وهو مايكروسوفت لوميا 640 اكس ال وسيتم طرحه في الأسواق العالمية في شهر أبريل 2015 يعمل بنظام ويندوز فون 8.1 ومع أمكانية تحديثه إلى نظام شركة مايكروسوفت وهو ويندوز 10 أحدث أنظمة مايكروسوفت ويندوز التي أعلنت عنه في سبتمبر 2014.

## مواصفات لوميا 640
نظام التشغيل : ويندوز فون 8.1
الكاميرا الأمامية : 1 ميغابكسل
الكاميرا الخلفية : 8 ميغابكسل
الذاكرة العشوائية : 1 جيغابايت
الذاكرة الداخلية : 8 جيغابايت
الذاكرة الخارجية : حتى 128 غيغابايت
البطارية : 2500 ميلي أمبير
الوزن : 149 غرام
الألوان: الأزرق ، البرتقالي ، الأسود ، الأبيض

## مقالات مشابهة
- مايكروسوفت موبايل.